# Sound Rush
Sound Rush – holenderski duet braci bliźniaków Jeroen i Martijn Boeren, tworzących muzykę hardstyle. Ich styl reprezentuje euforyczną stronę hardstyle. Współpracują z Headhunterz i swoje utwory wydają w wytwórni Art Of Creation.

## Jedne z najpopularniejszych ich utworów
- Avicii – Without You (Sound Rush Hardstyle Bootleg)
- Sound Rush & Villain – One
- Sound Rush – Froz3n
- Psyko Punkz & DJ Isaac & Sound Rush – Unbreakable
- Sound Rush – Take It All
- Headhunterz & Sound Rush – Rescue Me
- Sound Rush – Guide You
- Headhunterz & Wildstylez – Project 1 (Sound Rush Remix)